# HMS Ithuriel (H05)
Le HMS Ithuriel est un destroyer de classe I construit pour la Royal Navy pendant la Seconde Guerre mondiale.

## Historique
L'Ithuriel est mis sur cale le 24 mai 1939 par Vickers Armstrong dans son chantier naval de Barrow-in-Furness sous le nom de Gayret, étant plus tard destiné à la marine turque. Il fut cependant repris par la Royal Navy au début de la Seconde Guerre mondiale. Il est lancé le 15 décembre 1940 et mis en service le 3 mars 1942. En juin et août 1942, il participe aux opérations Harpoon et Pedestal, des missions de convoyages destinés à ravitailler Malte assiégé.
L'Ithuriel est attaqué par un avion allemand à Bone, en Algérie, dans la nuit du 27 au 28 novembre 1942, subissant des dommages irréparables. Le 29 novembre, il est échoué volontairement en vue d'une tentative de réparations, sans succès. En janvier 1943, une première tentative de remorquage échoue, rejoignant finalement Alger le 27 février pour une inspection. En mars, il est définitivement déclaré irréparable.
Le 18 août, il est remorqué vers Gibraltar et est placé en maintenance le mois suivant. Il servit notamment de navire d’hébergement et de formation pour les marins.
En juillet 1944, le navire est préparé pour son remorquage définitif pour le Royaume-Uni.  Le 1er août, l'Ithuriel appareille du port en direction de Plymouth remorqué par le remorqueur Prosperous. Le 8 août, il est rayé des listes et vendu pour démolition à la société British Iron & Steel Corporation. Il effectue son dernier voyage à Bo'ness, près d’ Édimbourg, qu'il atteint le 13 août. Il est démoli en 1944/1945.